# Велика Курильська гряда

Велика Курильська гряда

Вели́ка Кури́льська гряда  (рос. Большая Курильская гряда, яп. 大千島列島) — група островів в складі Курильських островів в Азії. До цієї гряди відноситься 90 % всіх островів архіпелагу — 23 острова та кілька груп морських скель.
Розділяє Охотське море на заході та Тихий океан на сході. Від Малої Курильської гряди, що знаходиться на півдні архіпелагу, Велика відділяється Південно-Курильською протокою. Перша Курильська протока відділяє гряду від півострова Камчатка, Кунаширська протока та протока Зради — від японського острова Хоккайдо.
Острови Кунашир та Ітуруп оспорюються Японією. Вона включає їх до складу округу Немуро префектури Хоккайдо.

## Групи островів
Гряда географічно та геологічно поділяється на 3 групи:

### Північна Курильська група

Північна Курильська група

Група складається з 10 островів та 2 груп морських скель. На півночі група відокремлюється Першою Курильською протокою від півострова Камчатка, а на півдні протокою Крузенштерна — від Центральної групи.

#### Склад групи
- Авось скелі
- Анциферова
- Атласова
- Екарма
- Ловушки скелі
- Маканруши
- Онекотан
- Парамушир
- Шумшу
- Харимкотан
- Чиринкотан
- Шиашкотан

### Центральна Курильська група

Центральна Курильська група

Група складається з 7 островів та групи морських скель.
На півночі група відокремлюється протокою Крузенштерна від Північної групи, а на півдні протокою Буссоль — від Південної групи.

#### Склад групи
- Кетой
- Матуа
- Райкоке
- Расшуа
- Сімушир
- Среднєва скелі
- Ушишир острови

- Рипонкіча
- Янкіча

### Південна Курильська група

Південна Курильська група

Група складається з 6 островів. На півночі група відокремлюється протокою Буссоль від Центральної групи, а на півдні Кунаширською протокою та протокою Зради — від японського острова Хоккайдо, Південно-Курильською протокою від Малої Курильської гряди.

#### Склад групи
- Броутона
- Чорні Брати острови

- Брат-Чирпоєв
- Морської Видри
- Чирпой
- Уруп
- Ітуруп
- Кунашир

| Японія | Це незавершена стаття з географії Японії. Ви можете допомогти проєкту, виправивши або дописавши її. |

| Росія | Це незавершена стаття з географії Росії. Ви можете допомогти проєкту, виправивши або дописавши її. |